# ضريح حسن المدرس
ضريح حسن المدرس (بالفارسية: آرامگاه حسن مدرس) هو مدفن السيد حسن المدرس، حُدِّد موقعه من طرف السكان المحليين بعد إغتياله يوم 16 سبتمبر 1941م وبعد الثورة الإيرانية عام 1979م، أعيد بناء ضريحه بصفته مزارًا برعاية مؤسسة العتبة الرضوية المقدسة ومساحة البناء فيه 1250 مترًا مربعًا يحيط بها 3000 مترًا مربعًا من الأراضي والمساحات الخضراء. وتم تسجيل هذا الضريح في 14 مارس 2005 مع رقم تسجيل 11675 باعتباره أحد التراث الوطني الإيراني.